# Leucania lithargyroides
Leucania lithargyroides là một loài bướm đêm trong họ Noctuidae.